# Grigorij Michajlovič Štern
Grigorij Michajlovič Štern (Smila, 6 agosto 1900 – Kujbyšev, 28 ottobre 1941) è stato un generale sovietico, fu consigliere militare durante la Guerra civile spagnola, e servì con distinzione durante le Guerre di confine sovietico-giapponesi e la Guerra d'inverno.
Accusato di alto tradimento e giustiziato durante le purghe staliniste all'interno dell'Armata Rossa nel 1941, fu riabilitato nel 1954.

## Biografia
Nacque nel 1900 in una famiglia ebraica di Smila, allora parte dell'Impero russo. Iniziò la sua carriera militare come commissario politico all'interno di una brigata dell'Armata Rossa nel 1919; nello stesso anno entrò a far parte del Partito bolscevico. Nel 1929 si laureò all'accademia militare dell'Armata Rossa e lavorò per il Commissariato del popolo per gli affari militari. Nel 1936 fu nominato comandante della 7ª divisione di cavalleria.
Dal gennaio del 1937 all'aprile del 1938 servì come consigliere militare per le forze repubblicane durante la Guerra civile spagnola. Dopo essere tornato dalla Spagna, venne nominato capo dello stato maggiore del Fronte dell'Estremo oriente, comandato da Vasilij Bljucher, che sarebbe stato giustiziato poco dopo durante le Grandi purghe.
Durante la Battaglia del lago Chasan dal luglio all'agosto del 1938 gli venne affidato il comando delle operazioni dopo il fallimento del contrattacco effettuato da Bljucher. Durante tale battaglia attaccò le truppe giapponesi nonostante le sue forze fossero numericamente inferiori e riuscì a far indietreggiare il nemico.
La pressione dell'attacco sovietico costrinse i giapponesi a siglare un cessate il fuoco l'11 agosto. Il 31 agosto Stalin decise di sciogliere il Fronte dell'Estremo oriente, con la motivazione che il fronte non si era particolarmente "distinto in battaglia", e a Štern fu affidato il comando della 1ª armata della bandiera rossa.
Il 9 febbraio 1939 venne promosso a Komandarm di 2° rango. Dopo una serie di incidenti di frontiera nella primavera e nella prima estate del 1939, che degenerarono nella Battaglia di Khalkhin Gol, gli fu affidato il 5 luglio il comando di un "Gruppo del fronte" che coordinava tutte le forze sovietiche nell'Estremo oriente.
Tale gruppo del fronte supervisionava anche il 57º gruppo speciale fucilieri comandato dal generale Georgij Žukov, che combatteva a Khalkhin Gol, ma il 19 luglio il corpo fu convertito nel 1º gruppo d'armata sovietica-mongola e gli fu accordata l'indipendenza dai comandi di Štern; in questo modo Zhukov poteva operare senza interferenze da parte di Štern e sotto i diretti ordini dello stato maggiore generale.
Secondo lo storico militare britannico Geoffrey Roberts, Štern ebbe un ruolo centrale nella pianificazione del contrattacco sovietico in agosto, ma Žukov fu l'effettivo organizzatore ed esecutore di tale contrattacco. In seguito a tale battaglia Štern fu decorato con il titolo di Eroe dell'Unione Sovietica il 29 agosto del 1939, per il suo "coraggio e distinzione nei doveri militari a Khalkhin Gol.
Durante la Guerra d'inverno tra la Finlandia e l'Unione Sovietica fu nominato comandante dell'8ª armata il 12 dicembre del 1939. Dopo la Guerra d'inverno, l'Armata Rossa restaurò i tradizionali gradi militari, e Štern fu promosso a Colonnello generale il 5 giugno del 1940. Il 22 giugno del 1940 gli fu affidato il comando del Fronte dell'Estremo oriente.
Štern fu arrestato il 7 giugno del 1941 durante una nuova purga all'interno dell'Armata Rossa, e confessò sotto tortura di essere parte di una cospirazione trotskista all'interno dell'esercito sovietico fin dal 1931, e di essere una spia al soldo della Germania nazista. Dopo tale confessione fu giustiziato senza processo il 28 ottobre dello stesso anno. Nell'agosto del 1954 venne riabilitato.